# 霍尼韦尔316

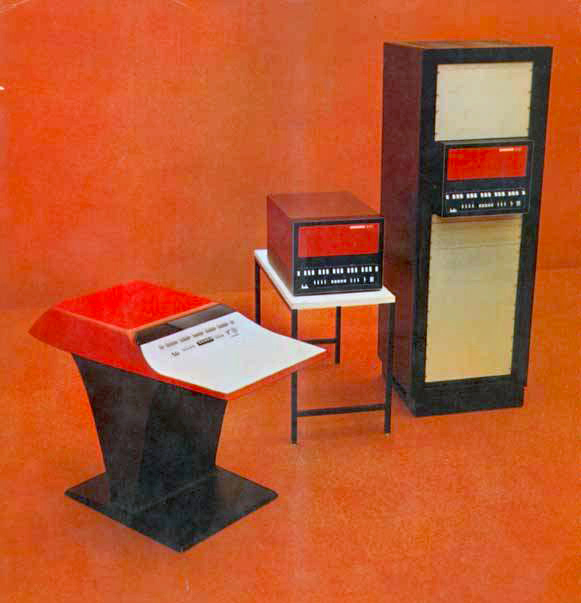
三台不同版本的霍尼韦尔316

霍尼韦尔316（英語：Honeywell 316，亦被简称为H316）是霍尼韦尔公司于1969年推出的一款16位小型计算机，是该公司旗下的16系列产品的一部分，是霍尼韦尔516的继任者，和系列的其它产品一样，基于Computer Control公司于1964年所推出的DDP-116通用计算机而设计，这家公司于推出DDP-116的次年被霍尼韦尔收购。H316有不同的三个版本，分别是桌面版本、机架版本以及独立底座版本，其搭载的处理器由晶体管逻辑单片集成电路组成，配有4KB磁芯内存，可拓展至32KB，H316的运行速度为312,500 adds/sec。霍尼韦尔为其提供了500个软件包，其中包括FORTRAN IV编译器，它的指令集包含有72条指令，其以2.5 MHz运行，H316的重量为115磅，需要475瓦的功率。H316和前代产品霍尼韦尔516都曾被用作搭建阿帕网的接口消息处理机。
霍尼韦尔曾做过将H316作为消费品推向市场的尝试，在它推出的的同年，霍尼韦尔与美国百货公司Neiman Marcus合作，在Neiman Marcus的圣诞商品目录上刊登广告，宣布将推出“霍尼韦尔厨房电脑”（英語：Honeywell Kitchen Computer），即H316的独立底座版本，是一系列的奢侈礼品创意之一，可用于存储食谱和制定膳食计划，此外还有纪录家庭收支的功能，提供给家庭主妇使用，广告上的宣传语是“如果她煮出来的东西能像霍尼韦尔算出来的一样棒（If she can only cook as well as Honeywell can compute.）”。霍尼韦尔厨房电脑售价10,600美元（相当于2023年的83,000美元），附赠一本烹饪书、一条围裙和为期两周的编程课程，以学习如何通过前面板上的开关操作这部设备，和理解前面板上的二进制灯泡所输出的内容。这款机器甚至还出现在Nieman Marcus为宣传商品目录内容而举行的的新闻发布会。虽然声势浩大，但这只是一个宣传噱头，机器是出于营销目的而制作的，没有任何证据证明其曾被正式销售过，被认为是一个早期的雾件。霍尼韦尔一共制作了20台独立底座版本的H316用于宣传，其中一台现藏于计算机历史博物馆。

## 引用
1. ↑  . www.computerhistory.org.   [2024-07-12]. （原始内容存档于2024-09-08）.
2. ↑  . historyofinformation.com.   [2024-07-12]. （原始内容存档于2024-11-30）.
3. ↑  . www.computerhistory.org.   [2024-07-12]. （原始内容存档于2024-08-04）.
4. ↑  Honeywell.  (PDF). archive.computerhistory.org. 1970-7-22  [2024-07-12]. （原始内容存档 (PDF)于2010-07-07） （美国英语）.
5. ↑  By. . Hackaday. 2022-12-06  [2024-07-12]. （原始内容存档于2024-07-12） （美国英语）.
6. 1 2  Wills, Matthew. . JSTOR Daily. 2024-02-07  [2024-07-12]. （原始内容存档于2024-08-13） （美国英语）.
7. ↑  Lam, Brian. . Gizmodo. 2009-06-30  [2024-07-12]. （原始内容存档于2024-07-12） （美国英语）.
8. ↑  Atkinson, Paul. . Journal of Design History. 2010, 23 (2)  [2024-07-12]. ISSN 0952-4649. （原始内容存档于2024-07-12）.
9. ↑  Spicer, Dag. . Dr. Dobb's.   [2024-07-12]. （原始内容存档于2016-02-22）.
10. ↑  . www.computerhistory.org.   [2024-07-12]. （原始内容存档于2024-06-26）.
11. ↑  Hernandez, Daniela. . Wired.   [2024-07-12]. ISSN 1059-1028. （原始内容存档于2024-12-08） （美国英语）.
12. ↑  Ketchum, Alex. . Atlas Obscura. 2021-07-21  [2024-07-12]. （原始内容存档于2024-09-30） （英语）.